# Adama Bictogo
Adama Bictogo (né le 14 décembre 1962), est un homme d'affaires et homme politique ivoirien. Il est le fondateur de l'entreprise Snedai. Il est le secrétaire exécutif du Rassemblement des houphouëtistes pour la démocratie et la paix (RHDP), le parti au pouvoir en Côte d'Ivoire. Il est élu président de l'Assemblée nationale de Côte d'Ivoire le 7 juin 2022.

## Biographie

### Enfance, formation et débuts
Adama Bictogo est né le 14 décembre 1962,, à Agboville. Il est titulaire d’un DEUG II en économie appliquée obtenu à l’Université de Créteil Paris XII, puis d’un Master en stratégie et administration d’entreprise à l’Institut Supérieur de Gestion.

### Carrière
Adama Bictogo dirige le groupe Snedai ainsi que Marylis BTP.
En 1999, Bictogo est conseiller spécial du général Robert Guéï.
Il est nommé ministre de l'Intégration africaine de 2011 à 2012. Bictogo est mis en cause dans la gestion des indemnisations après l'affaire du Probo Koala. Le cabinet MBLA qu'il dirige est accusé d'avoir détourné une partie des 7 millions d'euros d'indemnisation attribuées aux victimes. Il n'est pas condamné par la justice.
Candidat aux élections législatives, il est élu député d'Agboville en 2011 avec 41 % des voix, en 2016 avec 57 % des voix, et en mars 2021 avec 53,6 % des voix,.
Adama Bictogo est le secrétaire exécutif du Rassemblement des houphouëtistes pour la démocratie et la paix (RHDP), le parti au pouvoir en Côte d'Ivoire.
Le 14 avril 2021, Bictogo est élu vice-président de l'Assemblée nationale. En l’absence d'Amadou Soumahoro, le président de l'Assemblée, Adama Bictogo devient le président par intérim de l’Assemblée nationale. Soumahoro préfère que l'intérim soit effectué par le doyen Mamadou Diawara mais le président Ouattara choisit Bictogo. Soumahoro revient en Côte d'Ivoire fin avril ce qui marque la fin de l'intérim de Bictogo. En janvier 2022, Bictogo redevient président par intérim de l'Assemblée nationale en raison des problèmes de santé d'Amadou Soumahoro. Soumahoro meurt en mai 2022 et Amina Kamara Tounkara est nommée présidente par intérim,.
En février 2022, Alassane Ouattara annonce une réorganisation du parti. Adama Bictogo passe de directeur exécutif du RHDP à celui de secrétaire exécutif, placé sous l'autorité d'un directoire. Si Bictogo fait partie du directoire, il n'est plus qu'en 6e position dans l'ordre protocolaire. Cette réorganisation est perçue comme un « désaveu » pour Bictogo. Ouattara lui reproche en particulier son ambition affichée de se présenter à l'élection présidentielle de 2025.
En mai 2022, Adama Bictogo obtient l'approbation du chef de l'État Alassane Ouattara et du RHDP et dépose sa candidature à la présidence de l'Assemblée nationale. Il est élu le 7 juin 2022 avec 237 voix pour, contre six voix pour son adversaire Jean-Michel Amankou du Parti démocratique de Côte d'Ivoire-Rassemblement démocratique africain (mais non soutenu par son propre parti).
En novembre 2022, Bictogo est investi par le RHDP comme candidat à l'élection municipale de Yopougon qui se tient en 2023. Bictogo est élu avec 44 % des voix, contre 37 % pour Michel Gbagbo.